# Conus balteatus
Conus balteatus е вид охлюв от семейство Conidae. Видът не е застрашен от изчезване.

## Разпространение и местообитание
Разпространен е в Австралия (Куинсланд и Северна територия), Американска Самоа, Британска индоокеанска територия, Вануату, Виетнам, Източен Тимор, Индонезия, Камбоджа, Кения, Китай (Гуандун, Гуанси, Дзянсу, Синдзян, Тиендзин, Фудзиен и Хънан), Кокосови острови, Коморски острови, Мавриций, Мадагаскар, Майот, Малайзия, Малдиви, Микронезия, Мозамбик, Ниуе, Нова Каледония, Остров Рождество, Палау, Папуа Нова Гвинея, Провинции в КНР, Реюнион, Самоа, Сейшели, Сингапур, Соломонови острови, Сомалия, Тайван, Тайланд, Танзания, Токелау, Тонга, Тувалу, Уолис и Футуна, Фиджи, Филипини и Япония (Кюшу, Минамитори и Шикоку).
Обитава пясъчните дъна на океани, морета и рифове. Среща се на дълбочина около 15 m.